# 相楽園

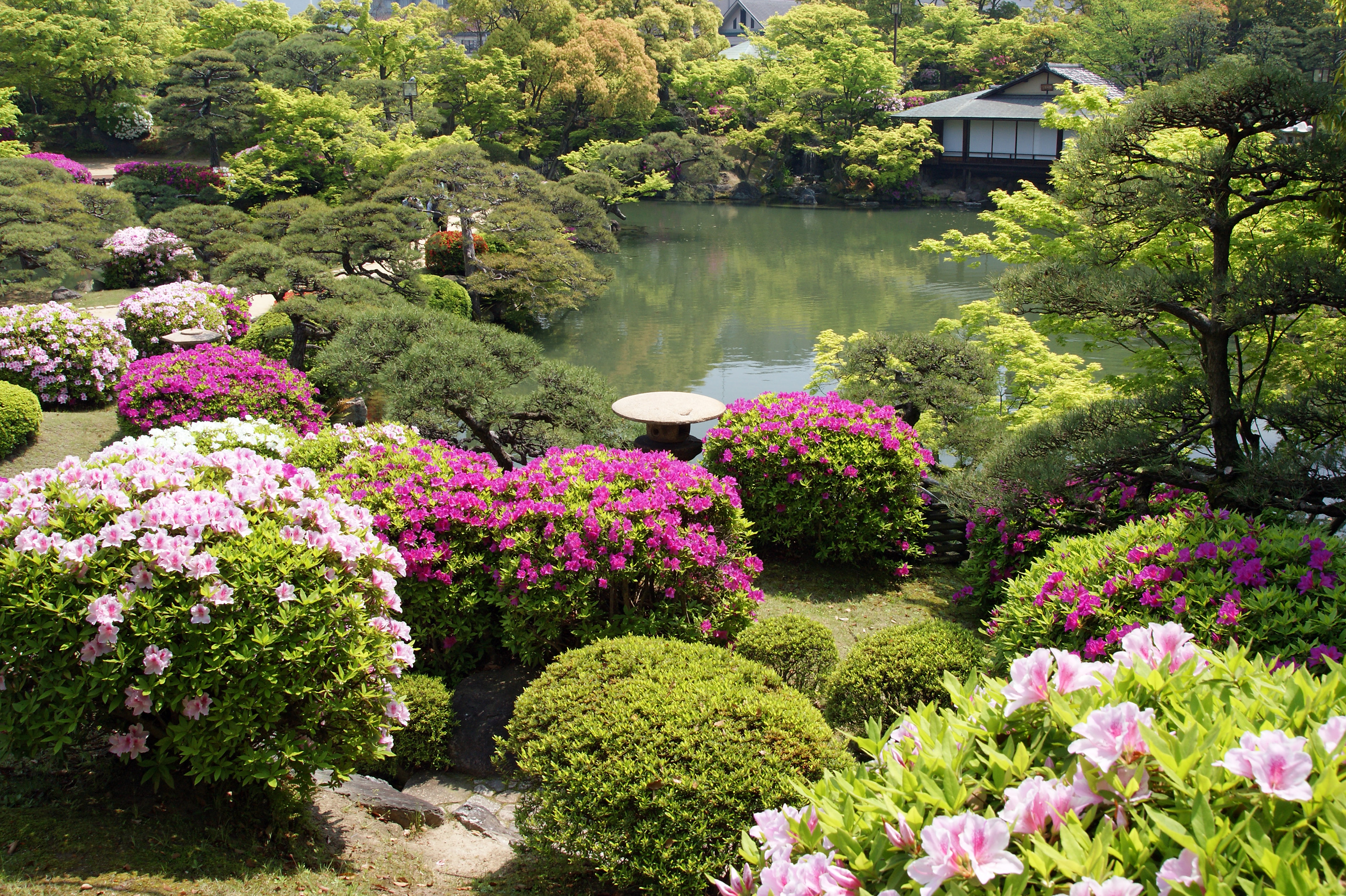
日本庭園、茶室「浣心亭」（向う岸）

相楽園（そうらくえん）は兵庫県神戸市中央区にある広さ20,000m²の都市公園・日本庭園。日本の文化財保護法に基づく登録記念物の最初の登録物件である。ツツジの名所として知られる。

## 概要
三田藩士・小寺泰次郎が幕末から明治維新の混乱で困窮する三田藩の財政を立て直すべく、九鬼隆義、白洲退蔵（白洲次郎の祖父）らとともに神戸で事業を起こし実業家として成功を収め、小寺の私邸として建設されたもので、1885年頃から築造を始め1911年に完成させた広大な庭園と邸宅である。当初「蘇鉄園」と呼ばれていたが1941年に神戸市が譲り受け、名称を中国易経にある「和悦相楽」より取った「相楽園」と変えて一般公開されるようになった。
庭園の形式は池泉回遊式を基本としているが、西洋文化の影響をうけて広場が設けられている。戦前までは園内に小寺家本邸をはじめとする多数の建造物があった。しかし西洋風の旧小寺家厩舎（重要文化財）以外は全て1945年6月の神戸大空襲により焼失した。現存する大楠や蘇鉄林、大灯篭、塀、門などから失われた邸宅の雄大さをうかがうことができる。
第二次大戦後になって神戸市生田区（現・中央区）北野町から旧ハッサム住宅（重要文化財）が移築保存され、神戸市の迎賓館施設として相楽園会館、茶室「浣心亭」が建設され、さらに神戸市垂水区から船屋形（重要文化財）が移設されて現在の景観に至る。

## 施設
- 船屋形 （1682年～1704年間に建造、神戸市垂水区から移設、1953年8月国の重要文化財に指定）[2]
- 旧ハッサム住宅 （1902年築、神戸市生田区（現・中央区）北野町から移築、1961年6月国の重要文化財に指定）[3]
- 旧小寺家厩舎 （1908年築、1970年6月国の重要文化財に指定）[4]
- THE SORAKUEN（旧相楽園会館） - 結婚式場・宴会場
- 茶室 「浣心亭」
- 池泉回遊式日本庭園

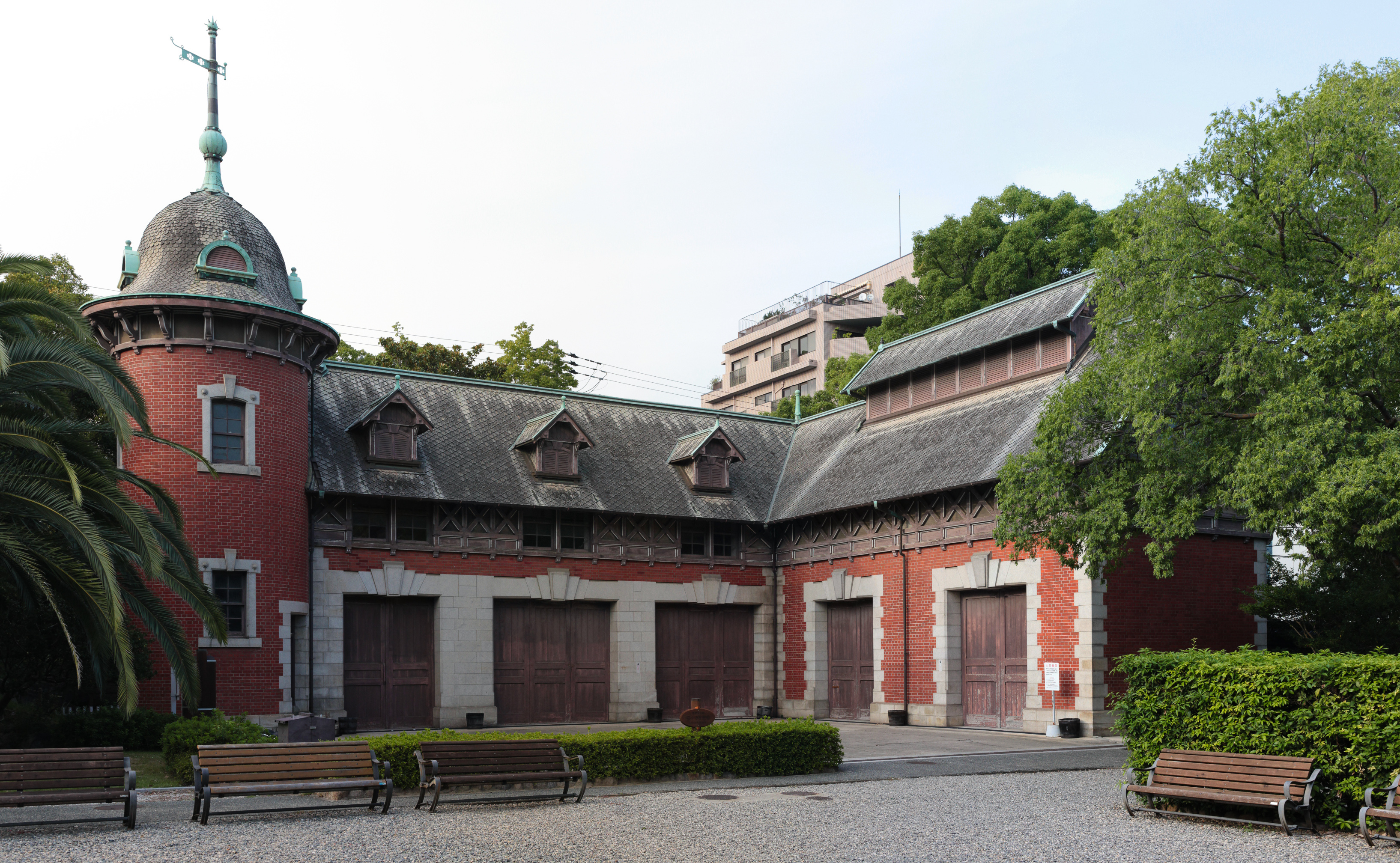
旧小寺家厩舎
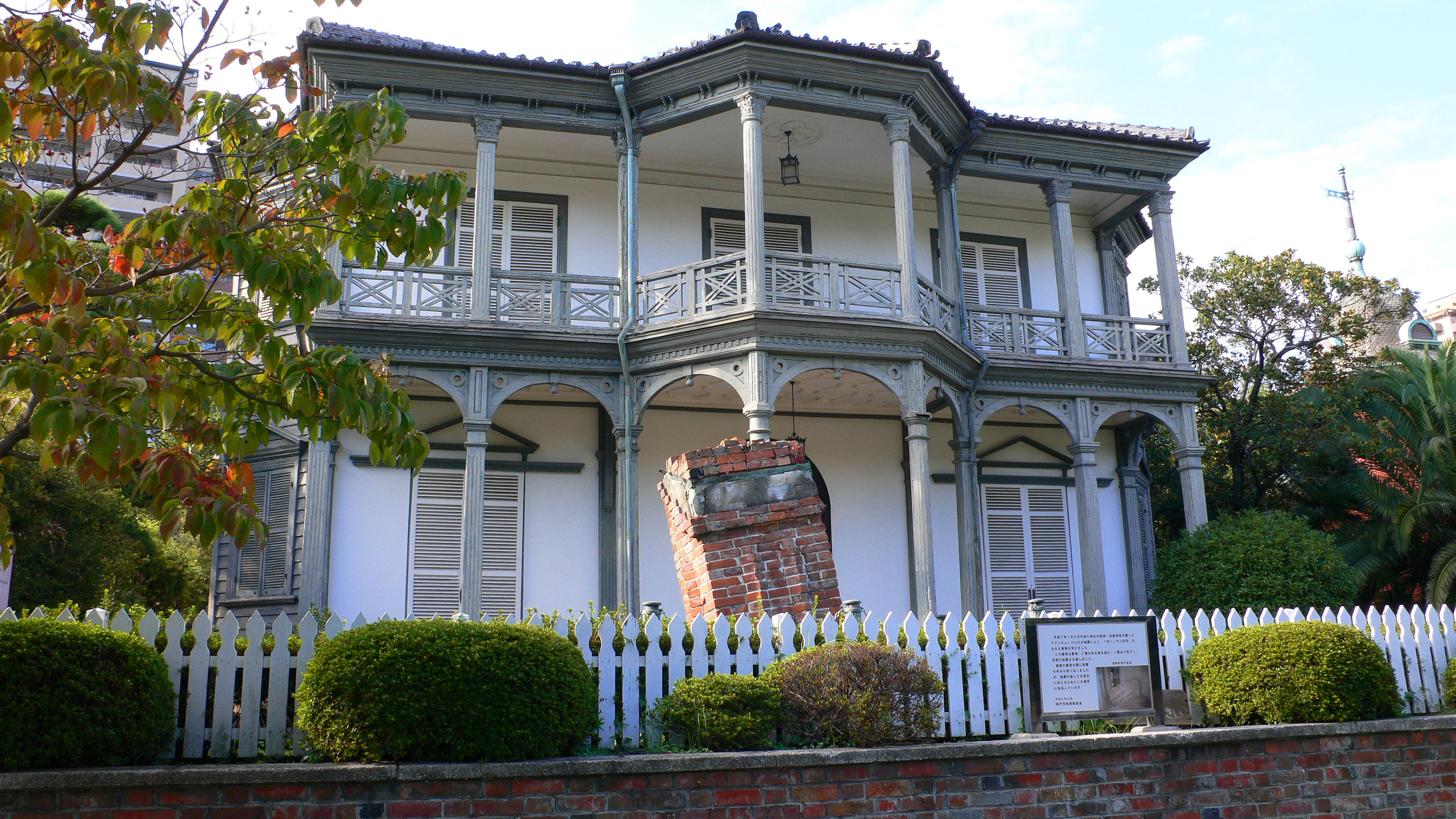
旧ハッサム住宅
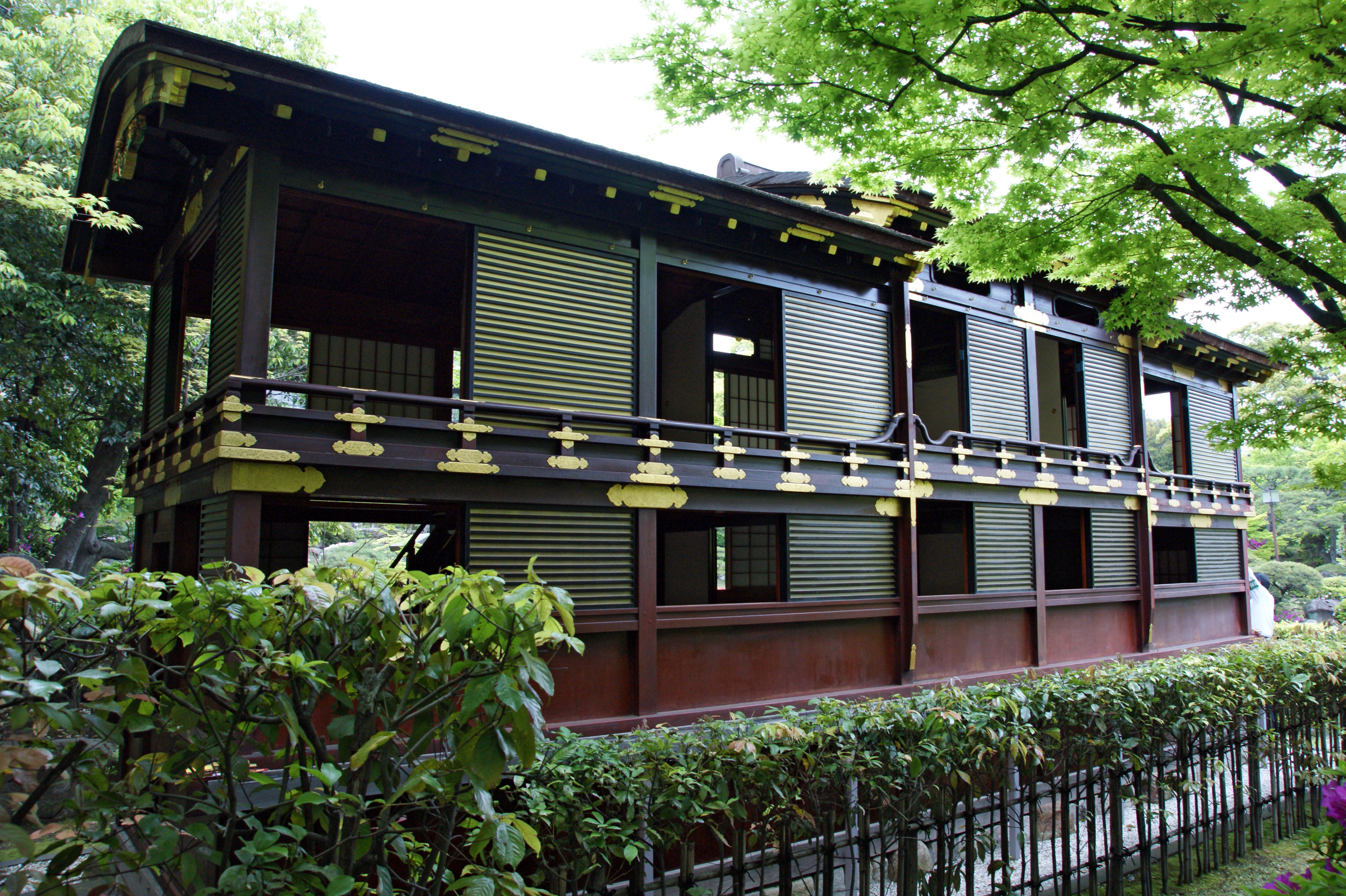
船屋形
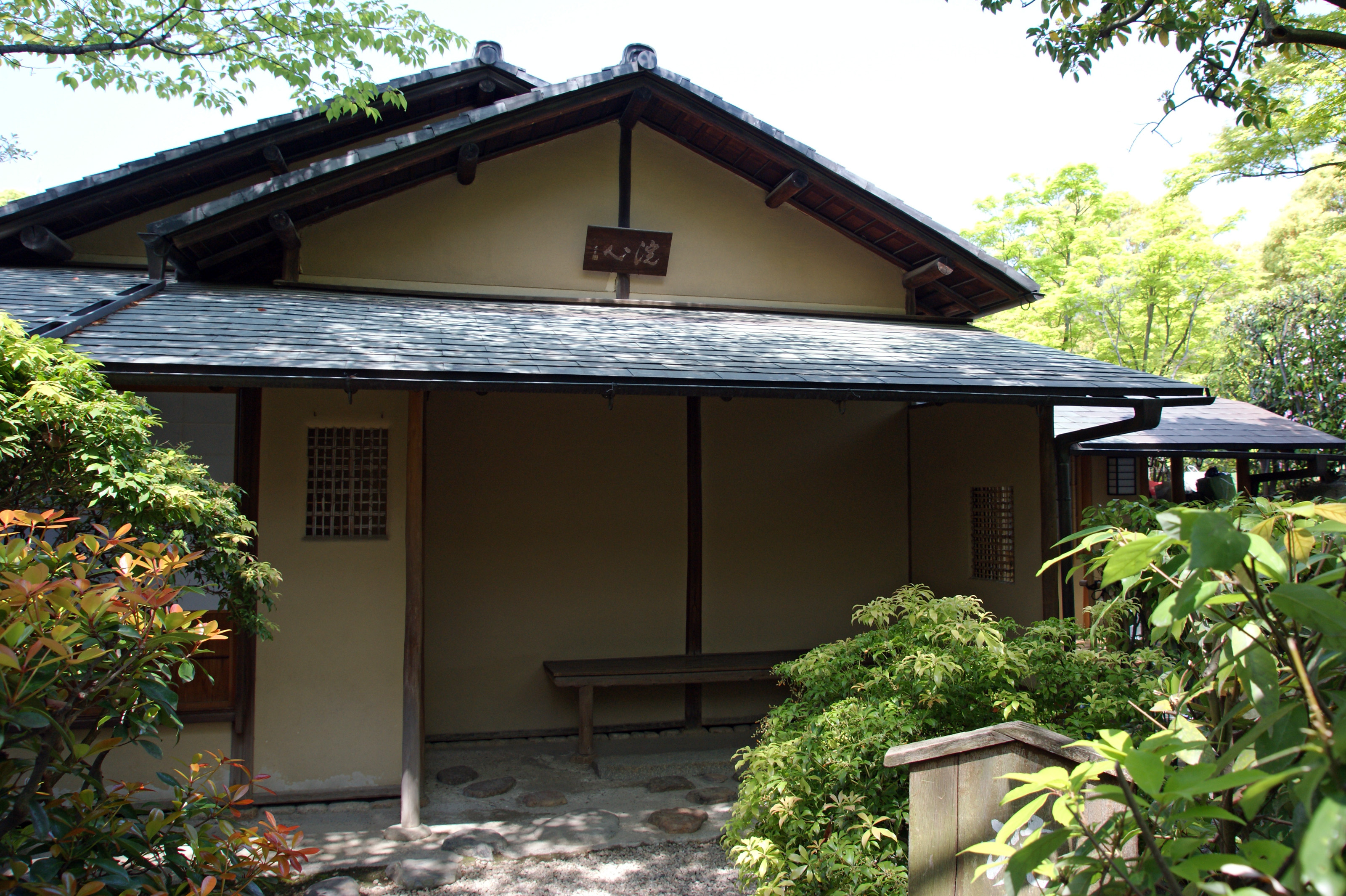
浣心亭

## 庭園

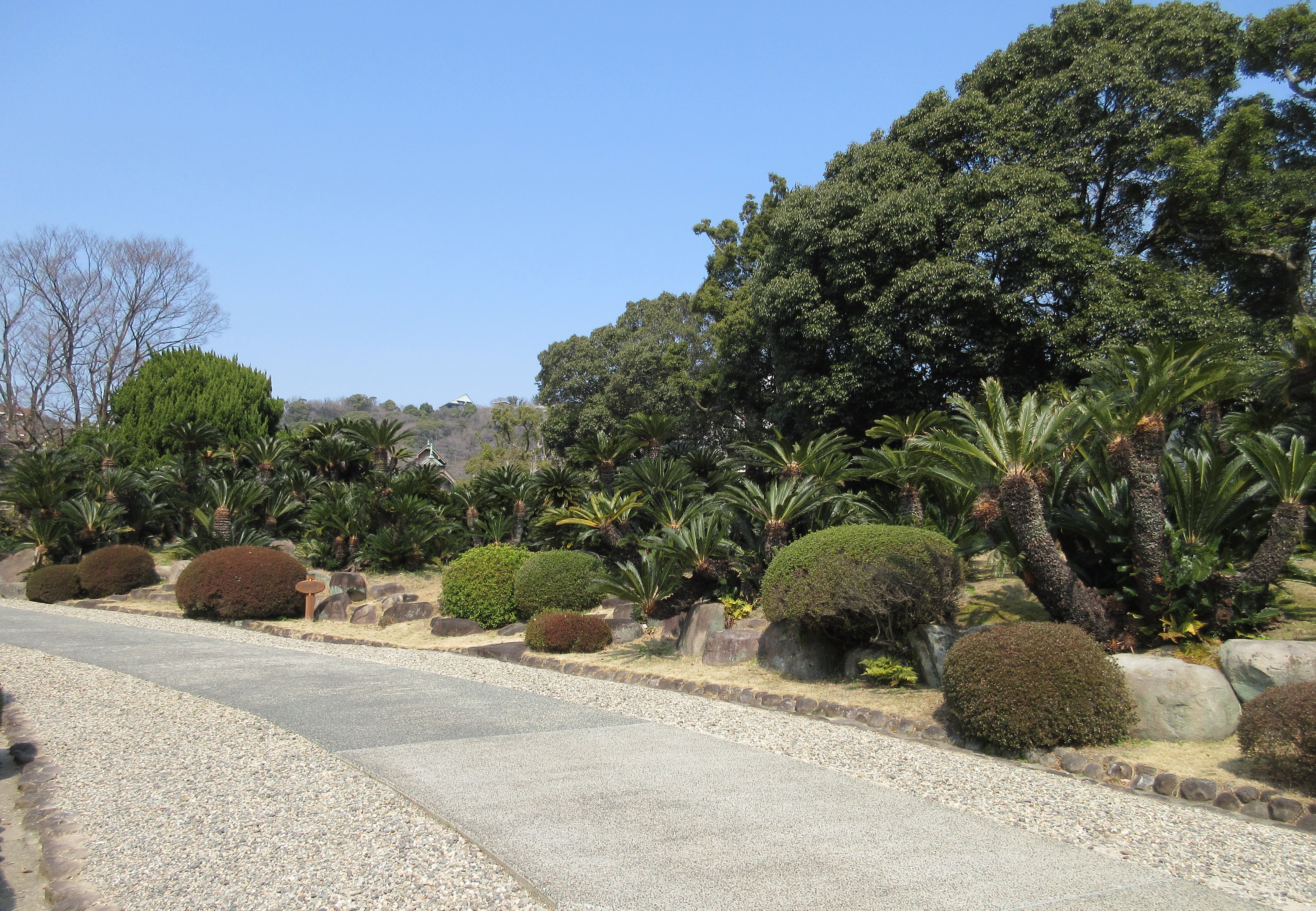
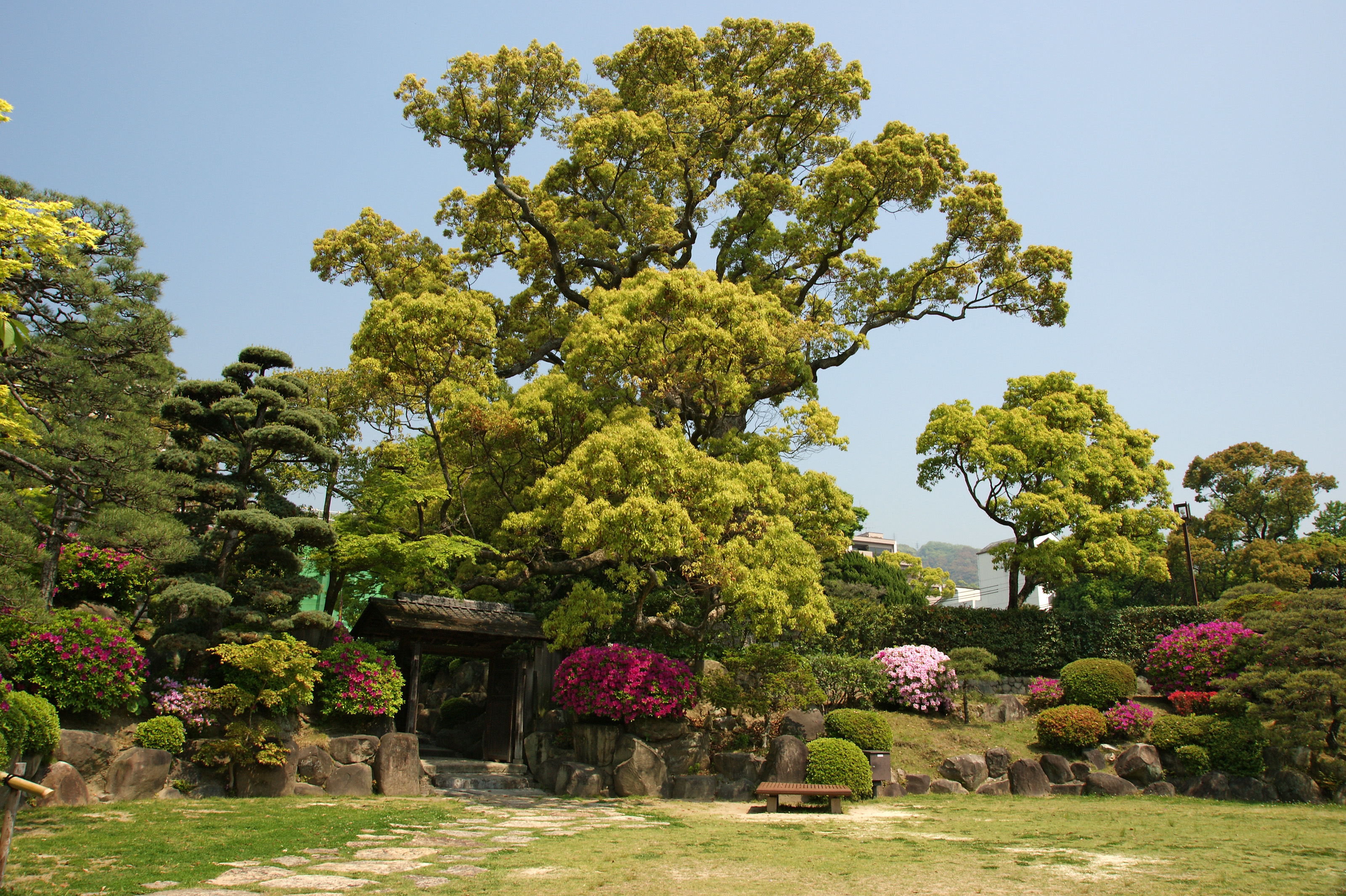
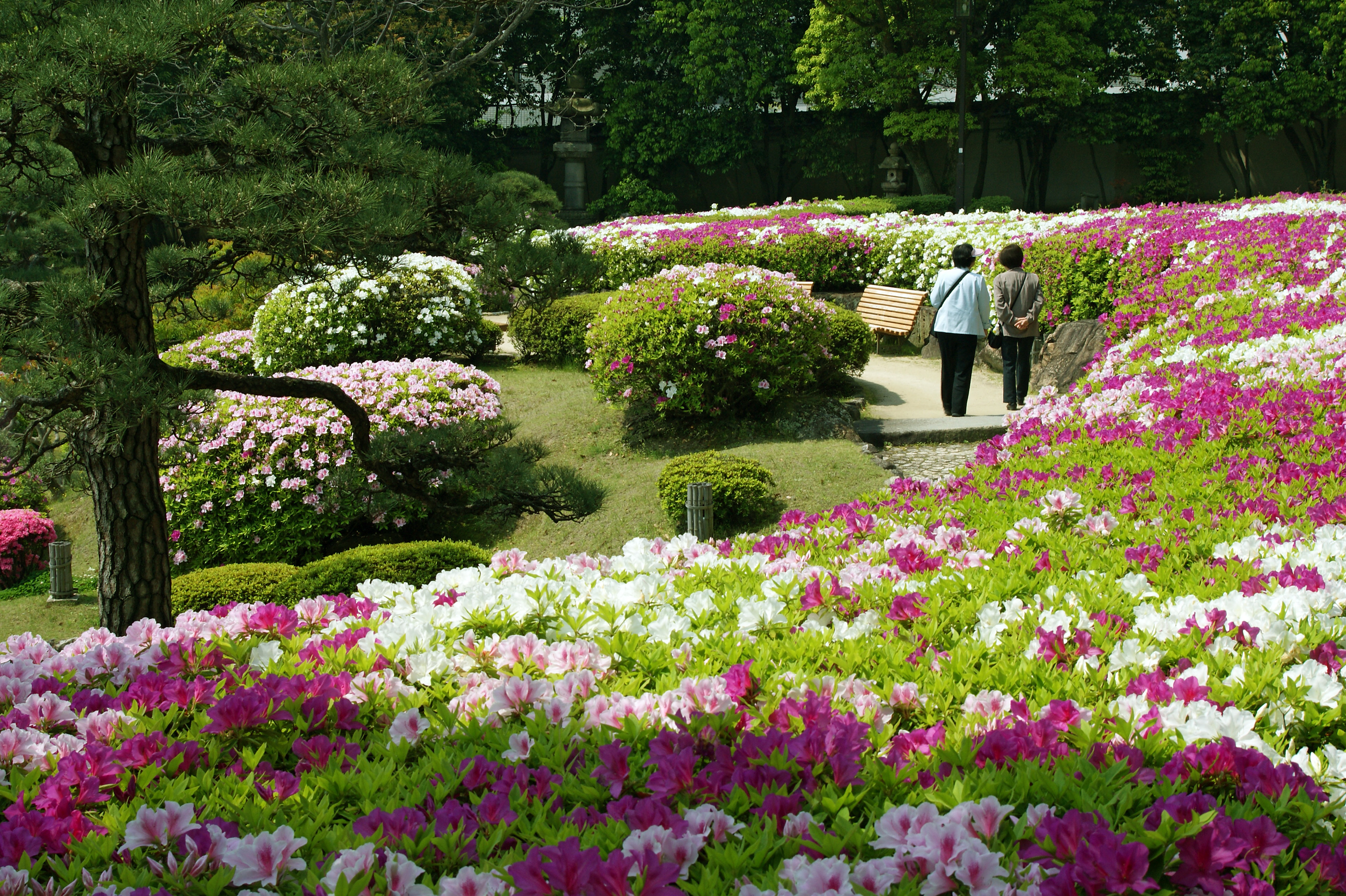
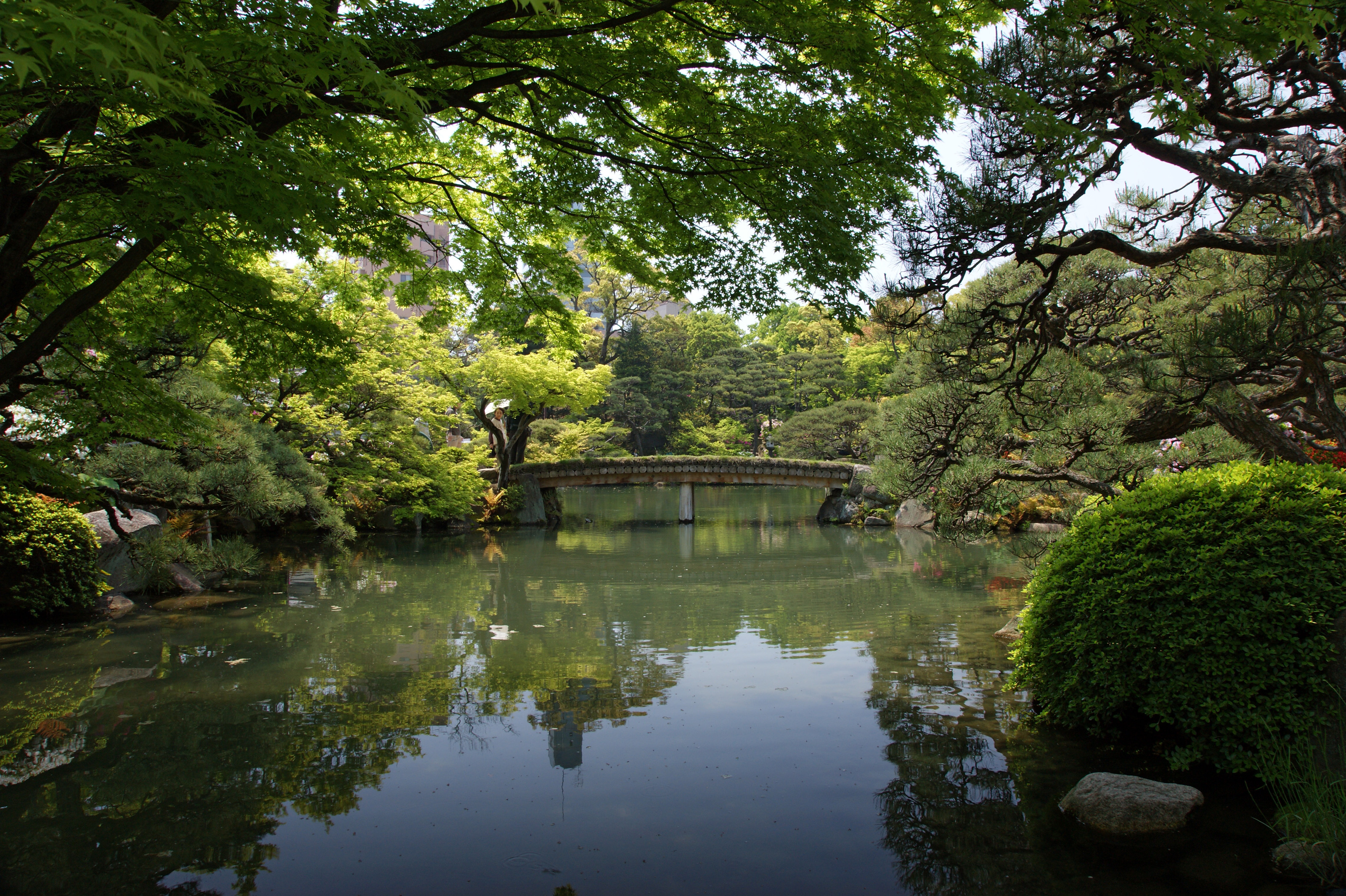
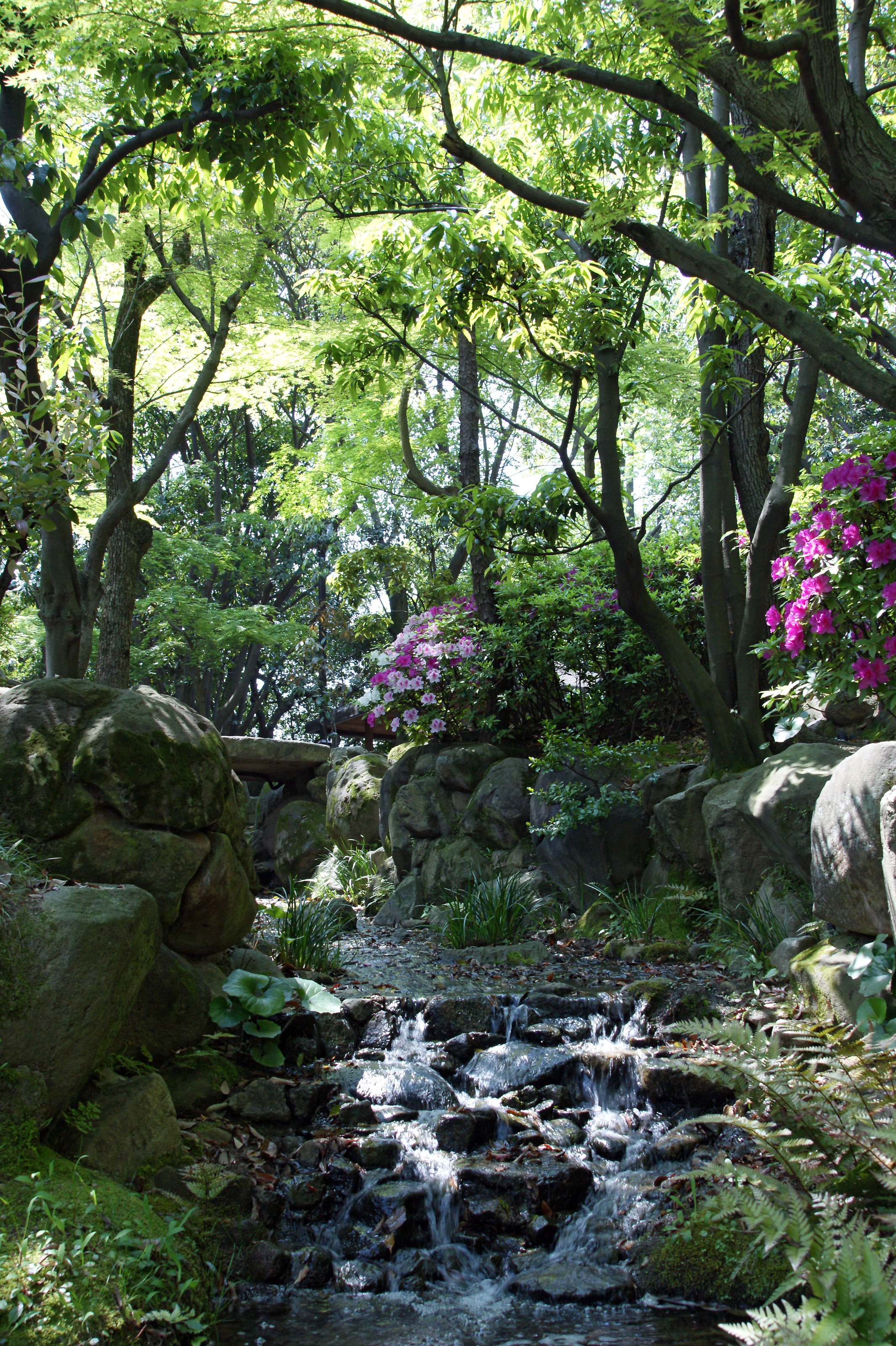
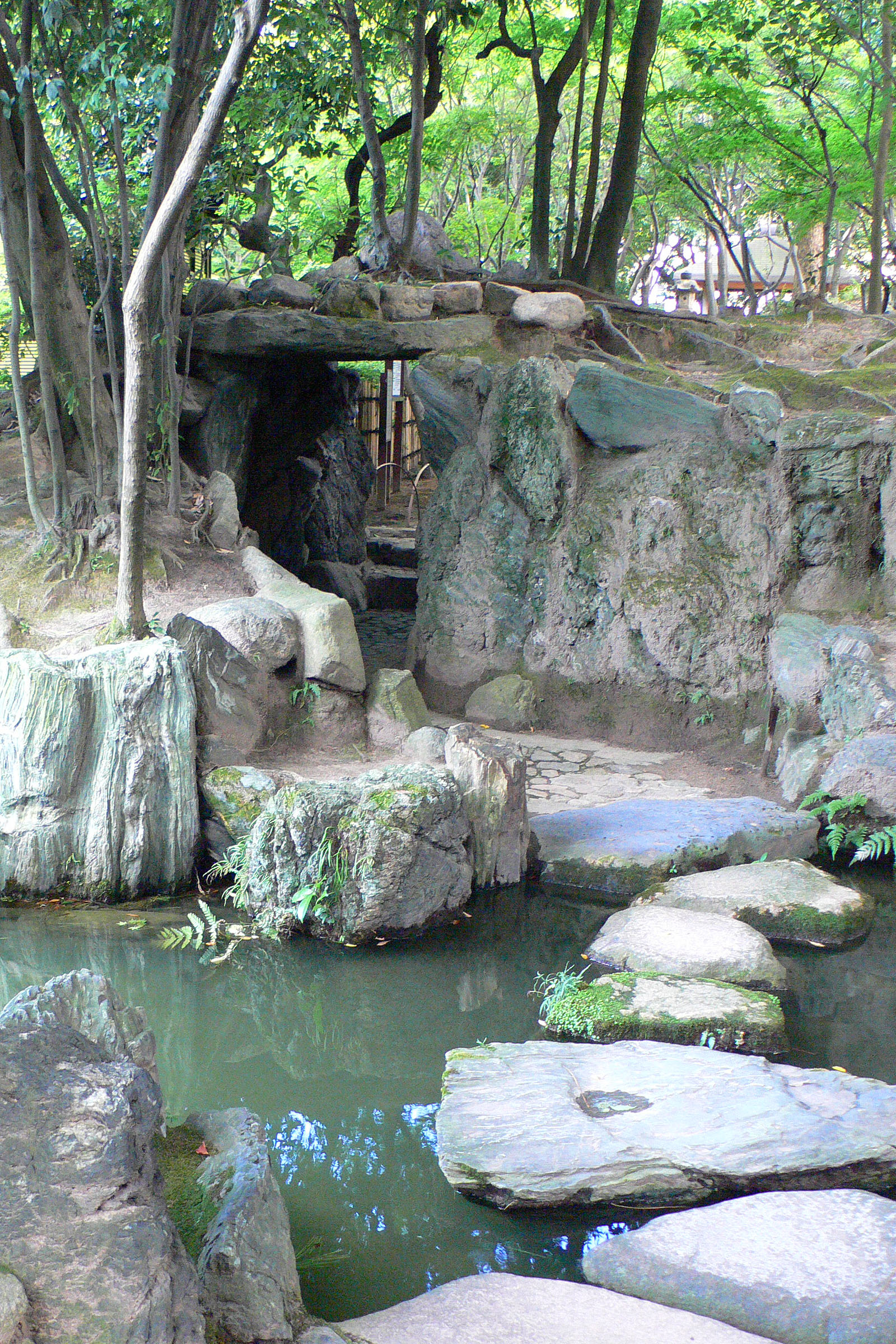
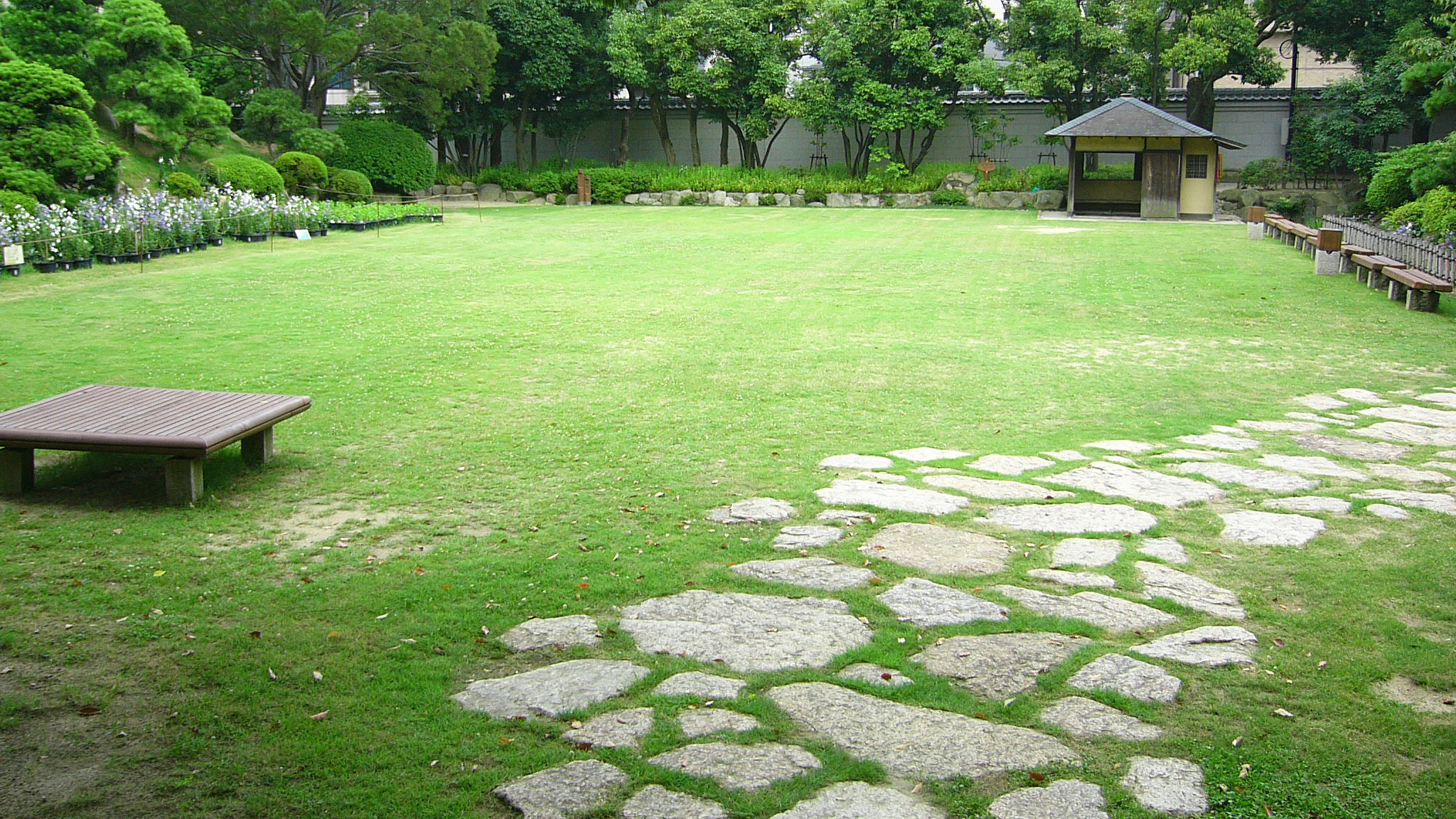

## 利用情報
- 開園時間－午前9時～午後5時（入園は午後4時30分まで）
- 休園日－毎週木曜日（祝日の場合は開園、翌日休園）、年末年始、菊花展期間は無休

## 所在地
- 〒650-0004 兵庫県神戸市中央区中山手通5-3-1

## 交通アクセス
- 神戸市バス7系統・「諏訪山公園下」徒歩3分
- 神戸市営地下鉄西神・山手線「県庁前駅」徒歩5分
- 阪急神戸高速線「花隈駅」徒歩10分
- 阪神本線・神戸高速線「元町駅」徒歩10分
- JR神戸線（東海道本線）「元町駅」徒歩10分

## 周辺情報
- 北野町山本通
- 北野工房のまち
- 神戸市水の科学博物館
- 新神戸ロープウェー 北野1丁目駅
- 神戸市立布引ハーブ園
- 北野遊歩道
- 北野天満宮
- 港みはらし台
- 布引の滝
- 神戸外国倶楽部
- トアロード